# Viện Đại học Cần Thơ
Viện Đại học Cần Thơ là một viện đại học công lập ở Cần Thơ, được thành lập vào năm 1966. Năm 1975, Viện Đại học Cần Thơ trở thành Trường Đại học Cần Thơ.

## Lịch sử
| Số liệu sinh viên theo học Viện Đại học Cần Thơ | Số liệu sinh viên theo học Viện Đại học Cần Thơ |
| Niên học                                        | Số sinh viên                                    |
| ----------------------------------------------- | ----------------------------------------------- |
| 1966-67                                         | 974                                             |
| 1967-68                                         | 1.396                                           |
| 1968-69                                         | 2.012                                           |
| 1969-70                                         | 2.694                                           |

Được thành lập ngày 31 Tháng Ba năm 1966 theo sắc lệnh 62-SL/GD, Viện Đại học Cần Thơ khi khai giảng vào cuối Tháng Chín có bốn phân khoa đại học: 
1. Khoa học,
2. Luật khoa và Khoa học Xã hội,
3. Văn khoa,
4. Sư phạm.

Phân khoa Sư phạm có Trường Trung học Kiểu mẫu. Ngoài ra Viện Đại học Cần Thơ có Trường Cao đẳng Nông nghiệp đào tạo hệ kỹ sư và Trung tâm Sinh ngữ giảng dạy chương trình ngoại ngữ cho sinh viên. Sau này Viện Đại học Cần Thơ có mở thêm phân khoa Canh nông. Đây là viện đại học thứ năm của Việt Nam Cộng hòa (bốn viện đại học kia là Viện Đại học Sài Gòn, Viện Đại học Huế, Viện Đại học Đà Lạt, và Viện Đại học Vạn Hạnh).
Năm đầu tiên đó có 985 sinh viên ghi danh học với viện trưởng là Giáo sư Phạm Hoàng Hộ. Đến năm 1969-70 thì số sinh viên tăng lên thành 2.694 dưới sự hướng dẫn của 192 giáo sư. Viện đại học có ba khuôn viên: trụ sở chính ở Công trường Hòa Bình trong thành phố, một số phân khoa đặt ở Cái Răng và khuôn viên thứ ba ở Cái Khế. Trong cuộc tổng công kích Tết Mậu Thân (1968) cơ sở ở Công trường Hòa Bình gồm thư viện, giảng đường và phòng thí nghiệm khoa học trong thị xã bị quân Mặt trận Giải phóng tiến chiếm. Trong cuộc phản công hai bên đánh nhau gây thiệt hại nặng nề nhưng sau đó được tái thiết.
Tập tin:Can Tho University Destroyed Tet 68.jpg
Viện Đại học Cần Thơ áp dụng quy chế tín chỉ đầu tiên và duy nhất ở miền Nam Việt Nam trước năm 1975. Bắt đầu từ niên khóa 1970 - 1971 chế độ chứng chỉ (certificat) được thay bằng tín chỉ (credit), vốn tính theo số giờ học trong suốt học trình bốn năm. Mỗi 30 giờ giảng dạy về lý thuyết là một tín chỉ lý thuyết. Một tín chỉ thực tập gồm 2,5 giờ mỗi tuần trong phòng thí nghiệm trong niên khóa. Văn bằng cử nhân giáo khoa đòi hỏi trong 60 tín chỉ phải có 5/6 là tín chỉ bắt buộc, 1/6 còn lại thì được tùy ý lựa chọn. Cử nhân tự do chỉ cần có đủ 60 tín chỉ.

## Cơ sở vật chất
Cơ sở vật chất của Viện Đại học Cần Thơ tọa lạc trên 4 địa điểm:
- Tòa nhà Viện trưởng: là nơi tập trung các bộ phận hành chính của viện đại học.
- Khu I: diện tích hơn 5 ha là khu nhà ở, lưu trú xá nữ sinh viên, Trường Trung học Kiểu mẫu, Trường Cao đẳng Nông nghiệp và nhà làm việc của các phân khoa.
- Khu II: diện tích 87 ha, là khu nhà học chính của viện đại học.
- Khu III: diện tích 0,65 ha, là cơ sở đào tạo đầu tiên gồm khoa Khoa học và Thư viện.

## Ấn phẩm
Viện Đại học Cần Thơ có ấn hành Tập san An Bình mỗi tam cá nguyệt.

## Nhân vật liên quan
- Nguyễn Văn Thùy (bút hiệu Vy Thanh) - Tổng thư ký[8]